# Нова-Рача

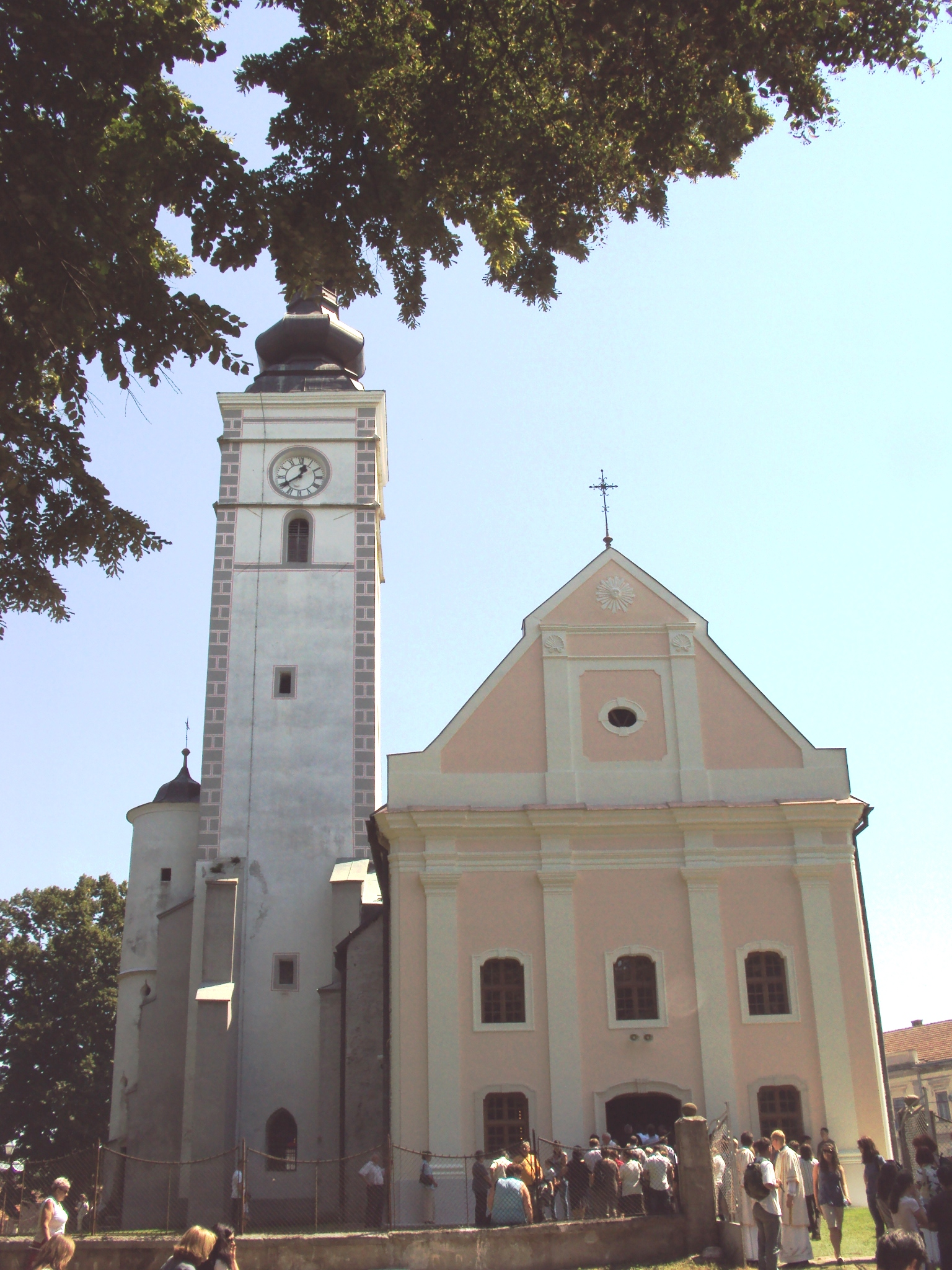
Церковь Вознесения Девы Марии в Нова-Раче

Нова-Рача (хорв. Nova Rača) — община с центром в одноимённой деревне в центральной части Хорватии, в Беловарско-Билогорской жупании. Население общины 3433 человек (2011), население административного центра — 469 человек. В состав общины кроме административного центра входят ещё 12 деревень.
Большинство населения общины составляют хорваты — 91,7 %, албанцы составляют 4 % населения, 1,7 % — венгры, 1,3 % — сербы.
Населённые пункты общины находятся в равнинной местности между холмами Мославины и Билогоры. В 10 км к северо-западу расположен город Бьеловар. По территории общины проходит шоссе D28 Бьеловар — Дарувар и местные дороги.